# Поташ, Рикуда
Рикуда Поташ (ивр. רִיקוּדָה פּוֹטַש‎; 1906 — 15 мая 1965) — израильская поэтесса на идише и автор рассказов. Шолом Аш называл её «Поэтессой Иерусалима».

## Биография
Рикуда родилась в Ойцуве. Её отец Екутиэль Поташ был корреспондентом идишской газеты «Унзер лебн». Её брат Мордехай Наркисс (1898—1957) позже стал директором музея Бецалель.
Ранние произведения Рикуды была написаны и опубликованы на польском языке, но после львовского погрома 1918 года она обратилась к идиш.
Начиная с 1922 года, она опубликовала на идиш различные произведения, в том числе стихи о природе, рассказы, детские рассказы и переводы польских произведений.
В 1924 году она переехала в Лодзь, который в то время был вторым по численности еврейского населения городом в Польше и был центром модернистских экспериментов. Она вышла замуж за поэта Хайим-Лейба Фукса (1897—1953), и в 1926 году у них родилась дочь Авивит. Впервые она привлекла к себе всеобщее внимание после включения четырёх своих стихотворений в книгу Эзры Кормана «Идише дихтеринс: антология» («Женщины-поэты на идише: антология», 1928). Её первый сборник стихов «Винт ойф клавишн» («Ветер на ключах») был издан в Лодзи в 1934 году. Название относится к лире царя Давида, которая, по словам Брахота, висела над его кроватью и играла сама по себе, когда ветер дул через неё.
В 1934 году она развелась с Фуксом и эмигрировала с Авивит в Иерусалим, где до конца своей жизни проработала библиотекарем художественной школы и музея Бецалель.
Она опубликовала ещё два сборника стихов: Fun Kidron Tol (1952) и Moled iber Timma (1959).
Посмертно были изданы ещё две книги: «Лидер» («Стихи», 1967) и «Геслех фун Йерушолаим» («На аллеях Иерусалима», 1968), последняя — её единственный сборник прозы, рассказы о переселенцах-Мизрахим в Израилe и их детях.